# مسعود كشميري
مسعود كشميري فرزند سعيد هو عضو في حركة مجاهدي خلق الإيرانية المعارضة، متهم بتنفيذ تفجير مكتب رئيس الوزراء الإيراني في 30 أغسطس 1981، مما أدى إلى مقتل الرئيس محمد علي رجائي ورئيس الوزراء محمد جواد باهنر وستة أشخاص آخرين.
شغل مسعود كشميري منصب أمين مكتب باهنر وسكرتير المجلس الأعلى للأمن القومي. لكنه كان في الواقع عاملا لمنظمة مجاهدي خلق.
في البداية، كان من المحتمل أن مسعود كشميري قد قتل في التفجير، لكن التحقيقات بينت بأنه قد هرب.